# 吉田正高
吉田 正高（よしだ まさたか、1969年12月10日 - 2018年3月31日）は、日本の歴史学者、コンテンツ学研究者。東北芸術工科大学教授。コンテンツ文化史学会会長。専門は日本近世史、コンテンツ文化史。江戸・東京を中心とした都市文化と地域社会に関する文化史的研究、および戦後のサブカルチャーの中でも、特にオタク系文化全般に関して独自の研究を続けていた。

## 経歴
- 1969年、東京生まれ。実家は福島県。
- 早稲田大学教育学部卒業後、同大学院文学研究科博士後期課程単位取得退学。
- 2009年3月までの5年間のプログラムで、東京大学大学院情報学環コンテンツ創造科学産学連携教育プログラム特任講師。
- 2009年4月1日、東北芸術工科大学デザイン工学部准教授[2]、同大学教養教育センター教授[3]就任。
- 2018年3月31日、心筋梗塞のため逝去。48歳没[1]。
- 没後、妻のこさささこによるコミックエッセイ『ある日突然オタクの夫が亡くなったら? 身近な人が亡くなった時にやるべきこと、起こること』がKADOKAWAから出版された。

## 業績

### 著書
- 『二次元美少女論 オタクの女神創造史』（2004年、二見書房）

### 論文
- 「江戸の鎮守公認運動と地域における鎮守認識」（1998年、『民衆史研究』55号）
- 「開帳にみる江戸の鎮守と地域住民 角筈村鎮守熊野十二社を例に」（1999年、『早稲田大学大学院文学研究科紀要』45号第4分冊）
- 「都市化する江戸隣接村における施設としての鎮守維持 江戸名所の視点から」『比較都市史研究』（1999年、18-2号）
- 「江戸都市民の大名屋敷内鎮守への参詣行動 太郎稲荷の流行を中心に」（2000年、『地方史研究』284号）
- 「江戸隣接村における鎮守の成立と寺院 別当寺と地域住民の鎮守認識」（2000年、日本史攷究会編『時と文化 日本史攷究の視座 岡田芳朗先生古稀記念論集』）
- 「大衆文化に表現された「唐人」にみる東アジア認識 仕種・音曲・装束」（2002年、『アジア遊学』37号）
- 「江戸近郊の鎮守祭礼と地域住民 祭礼行事の都市化と問題点」（2002年、『民衆史研究』64号）
- 「横大路家文書」（2003年、（財）文化財建造物保存技術協会編『重要文化財　横大路家住宅修理工事報告書』）
- 「解題　後藤四郎兵衛家伝来の刀装具史料について」（2003年、『2001年度〜2002年度 科学研究補助金基盤研究(C)(2) 研究成果報告書　金工後藤家による御家彫の実証的研究』）
- 「幕末名古屋藩における川田久保抱屋敷の利用─「川田久保御屋敷御長屋之図」の分析を中心に─」（2003年、新宿遺跡調査会『水野原遺跡』）
- 「史料調査 歴史資料調査・執筆マニュアル」（2003年、『文建協通信』72号）
- 「江戸・東京における町内鎮守管理者としての修験と地域住民 ―就任、相続、退身の実態を中心に―」（2003年、『関東近世史研究』54号）
- 「江戸における鎮守の管理と修験 南品川宿新開地弁天社を中心に」（2003年、『歴史評論』643号）
- 「解き放たれた大名屋敷内鎮守と地域住民」（2004年、江戸遺跡研究会編『江戸の祈り―信仰と願望―』吉川弘文館）
- 「近世江戸における流行神と伝説 江戸を駆けめぐる噂話とマスメディアの影響力」（2005年、『国文学解釈と鑑賞』70-10号）
- 「金剛院所蔵資料の整理・保存」（2007年、早稲田大学水稲文化研究所編『海のクロスロード対馬－21世紀COEプログラム研究集成－』雄山閣）
- 「コンテンツ文化の発展にみるコミックマーケットの意義 ― その1」（2007年、『AIDE新聞』コミケカタログ73出張版）
- 「コンテンツ文化の発展にみるコミックマーケットの意義 ― その2」（2008年、『AIDE新聞』コミケカタログ74出張版）

### ラジオ番組
- 「オタク捜索　2次元ポリス」（2016年 - 、YBCラジオ） - 2次元警視総監として不定期出演。2017年より出張ラジオ講義コーナー「マサタカレッジ」開始